# George Beauchamp
 (juillet 2022).
George Delmetia Beauchamp (18 mars 1899 - 30 mars 1941), musicien et entrepreneur, est l'inventeur de la guitare électrique. 

## Biographie
Né dans le comté de Coleman au  Texas, Beauchamp était un musicien de vaudeville jouant du violon et de la lap steel guitar. La guitare traditionnelle étant réservée aux audiences restreintes en raison de son faible volume sonore, Beauchamp cherchait comme beaucoup à amplifier le son de l'instrument. Il se tourna vers John Dopyera, un luthier d'origine slovaque, qui, avec son frère Rudy, conçut pour lui la première guitare à résonateur. Il s'agissait d'un ou plusieurs cônes en aluminium repoussé situés à l'intérieur de la caisse permettant d'amplifier le son de celle-ci. Le trio monta alors une société appelée National, dirigée par Beauchamp, qui s'associa avec Adolph Rickenbacker, un ingénieur possédant une presse à métaux indispensable pour la production de ces instruments. À la suite de diverses mésententes et de la ruine du principal investisseur, Ted Kleinmeyer, les frères Dopyera partirent pour fonder une société concurrente, Dobro (pour Dopyera Brothers, dobro signifiant « bon » en slovaque) et Beauchamp se retrouva sans avenir.

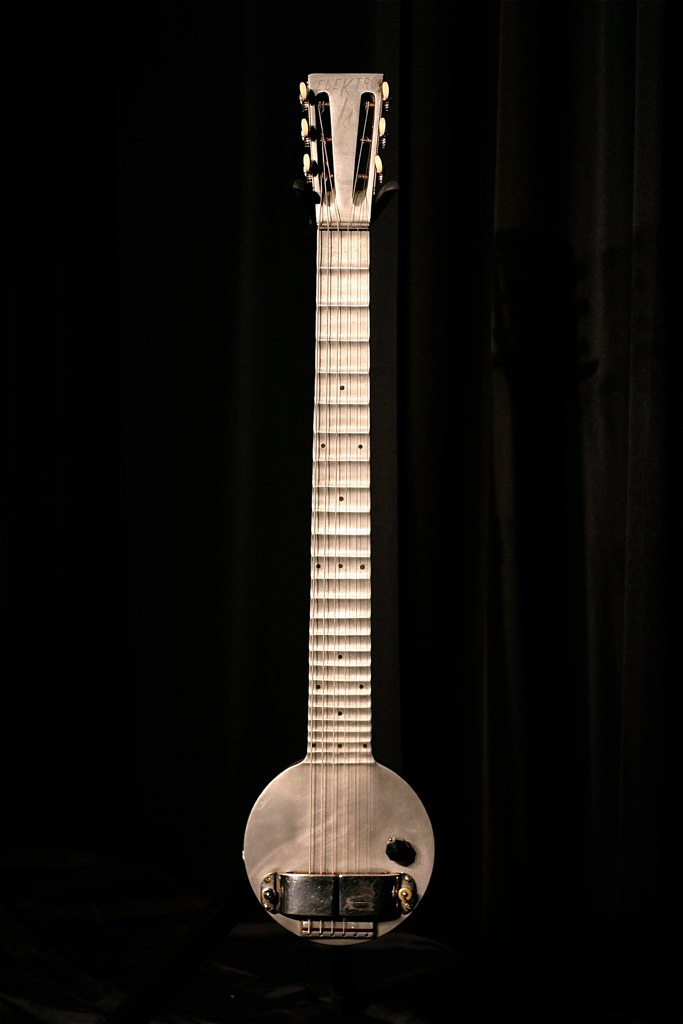
Rickenbacker « Frying pan ».

Cependant, il travaillait depuis 1925 à l'électrification des guitares par des microphones et des amplificateurs et prit des cours d'électronique après son départ de National. Il lui fallut plusieurs mois d'efforts pour concevoir un micro avec deux aimants en forme de fer à cheval, associés à une bobine, au milieu desquels passaient les cordes. Harry Watson, un ancien de National, fabriqua un corps et un manche en quelques heures, le tout ressemblant à une poêle à frire : la « Frying Pan » était née. Beauchamp appela alors Rickenbacker qui accepta de fournir son savoir-faire, ses idées et surtout son capital. La nouvelle société s'appela au début Ro-Pat-In puis Electro String Corporation, mais la marque des instruments était Rickenbacker, probablement parce que ce nom était connu (Eddy Rickenbacker, lointain cousin, était un as américain de la Première Guerre Mondiale). L'amplificateur de guitare fut également inventé à cette occasion, puisqu'il figure sous une forme primaire dans le brevet. Il fut conçu par C.W. Lane, l'un des actionnaires d'Electro String, et construit par Van Nest pour l'électronique et Johnson Cabinet Work pour le boîtier. 
Les premières guitares hawaïennes électriques au corps de bakélite furent vendues en 1931, accompagnées de leur ampli. Bientôt sortit la Electro Spanish Model B, la première guitare électrique « standard », toujours construite en bakélite. D'autres instruments furent également électrifiés à cette période, comme des violons, une contrebasse et même une harpe pour Harpo Marx.
Après avoir vendu ses parts de la société pour se consacrer à sa seconde passion, la pêche et son matériel, George Beauchamp mourut d'un infarctus du myocarde en 1941, au large de Los Angeles.